# Spilostethus pandurus
Espèce
Spilostethus pandurus est une espèce d'insectes du sous-ordre des hétéroptères (punaises), de la famille des Lygaeidae, sous-famille des Lygaeinae et du genre Spilostethus. C'est un insecte polyphage se nourrissant de fleurs et de graines de nombreuses plantes et pouvant causer des dégâts aux récoltes.

## Description
- Morphologie

Cette punaise "rouge et noire" se caractérise par un point blanc vers le milieu des ailes membraneuses et un pronotum barré de deux bandes transversales noires.
Elle possède deux glandes prothoraciques dorsolatérales capables de sécréter des substances répugnantes pour les prédateurs.
La nymphe est rouge vif à l'éclosion.

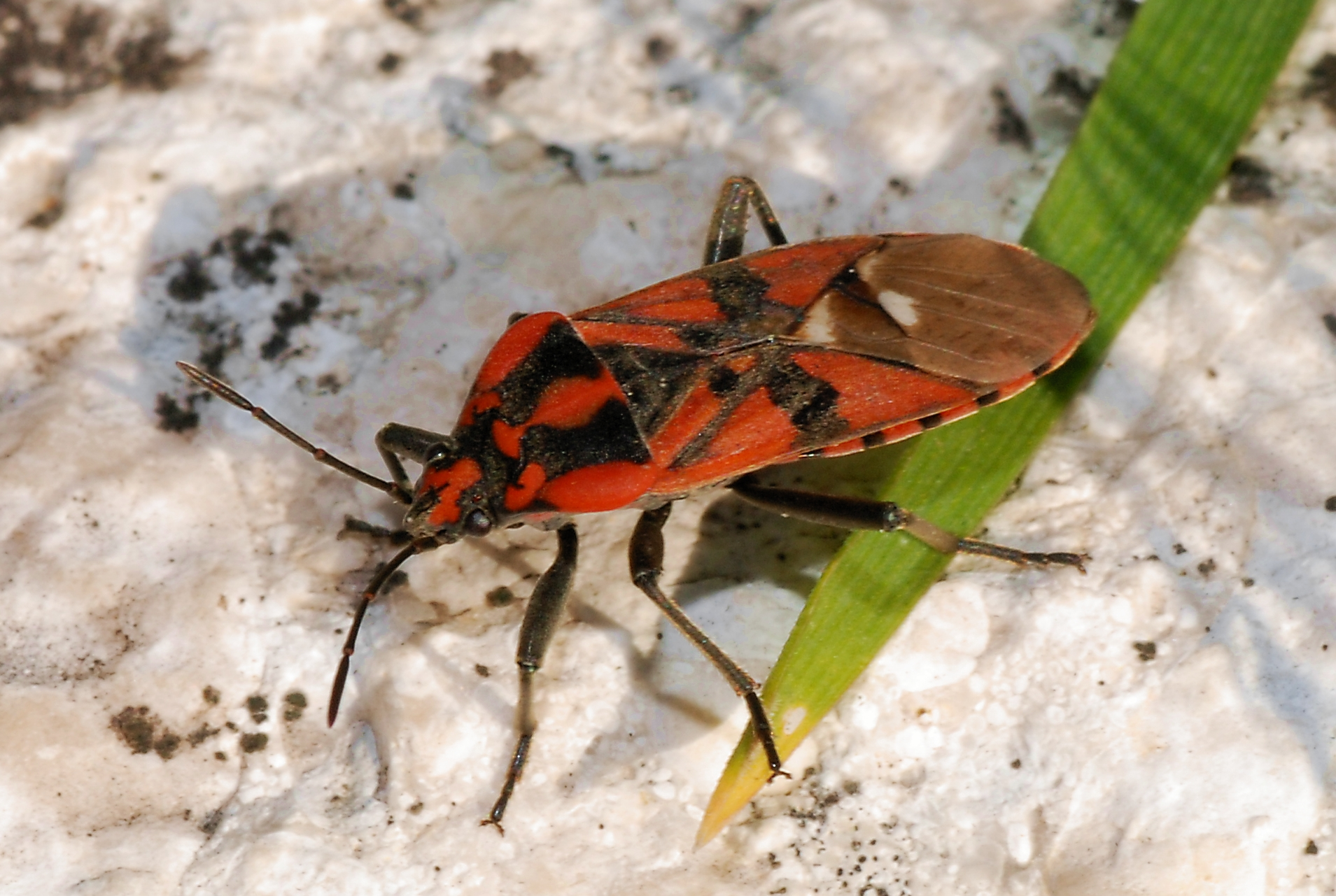
Spilostethus pandurus ♂
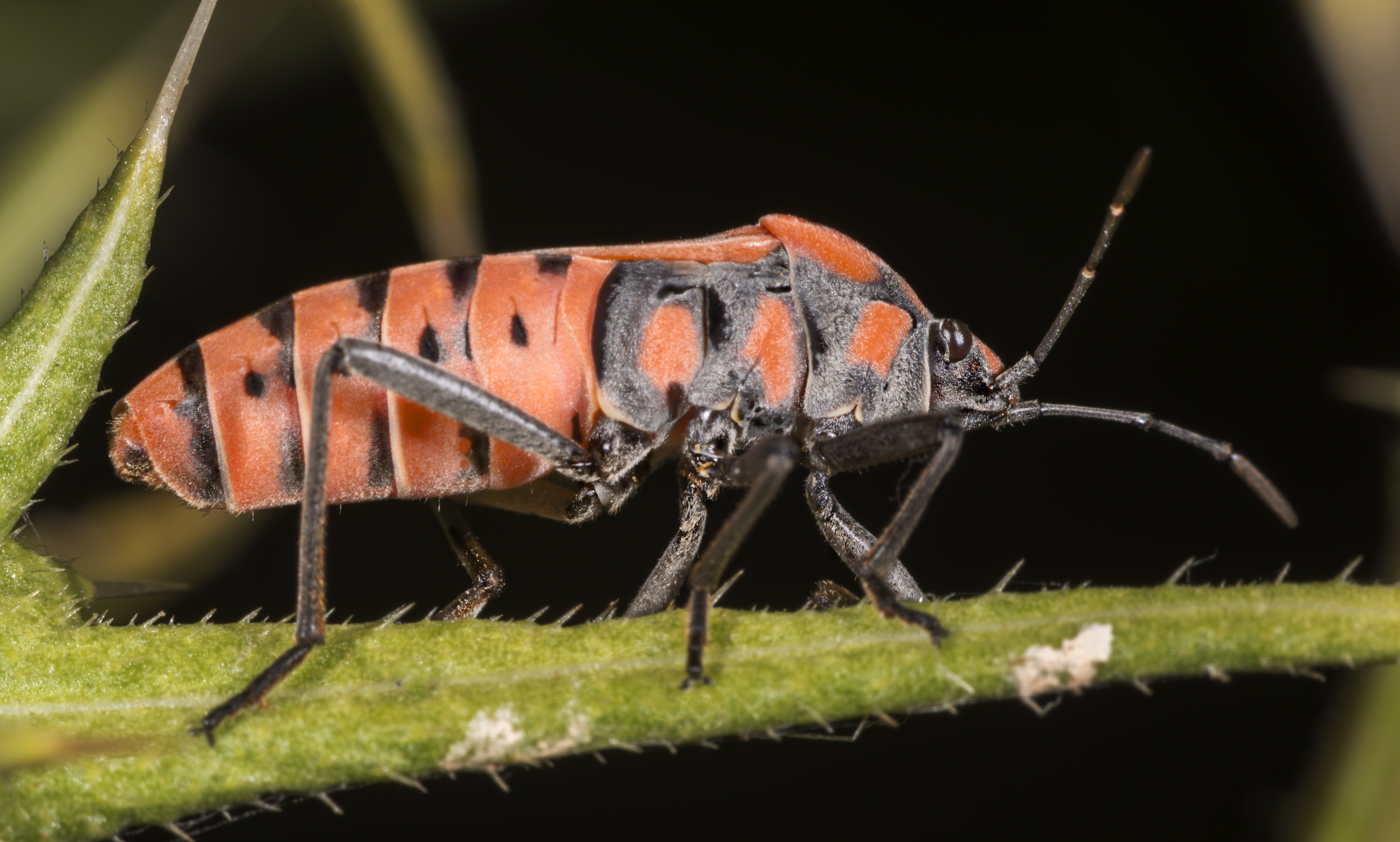
Profil ♀
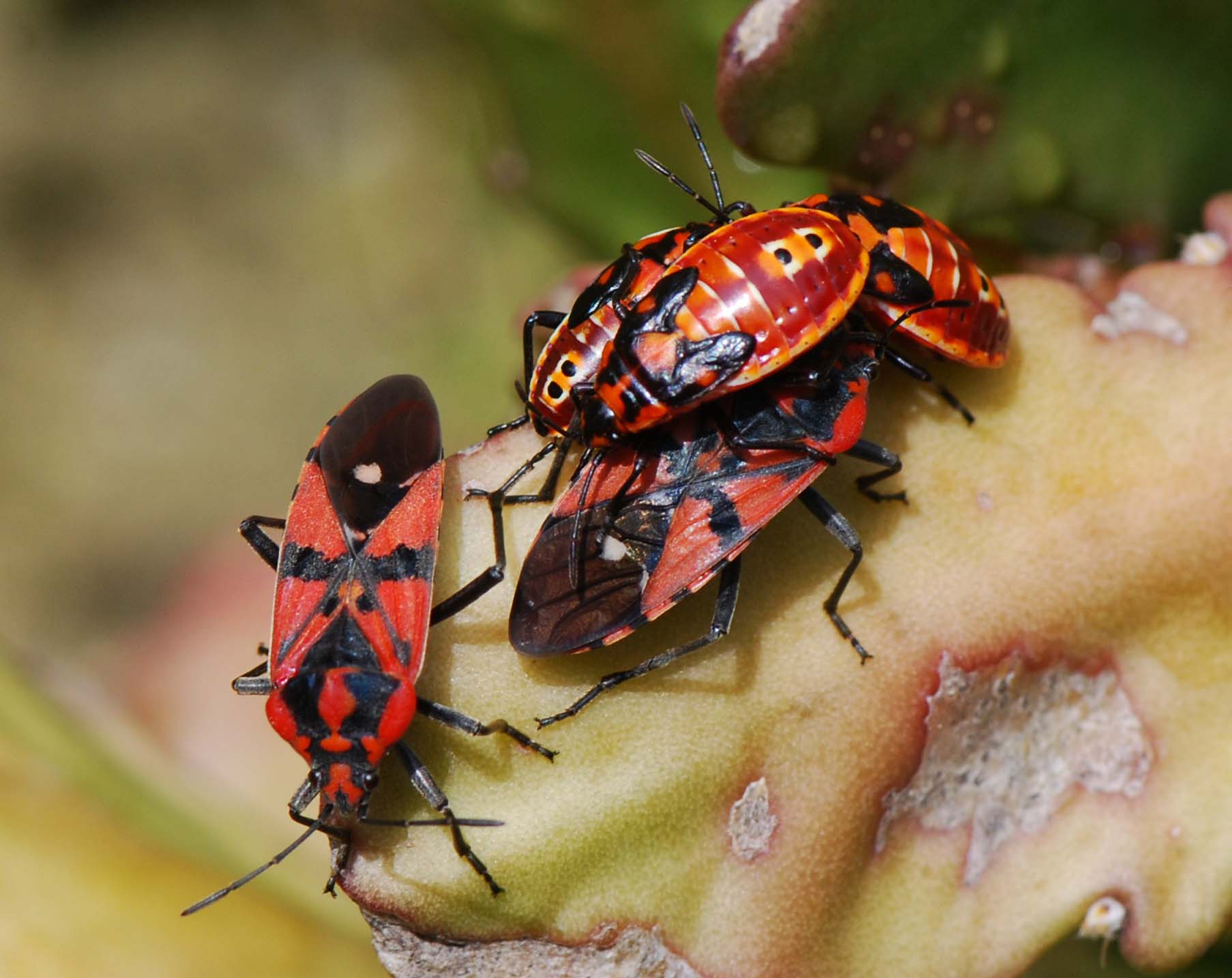
Spilostethus pandurus, adultes et nymphes

## Comportement
Comme beaucoup d'autres Lygaeidae sensu stricto, cette punaise se nourrit préférentiellement sur les plantes de la famille des Asclepiadaceae dont elle est capable de séquestrer les glycosides cardiotoniques. Il a été montré qu'elle peut ensuite réémettre ces poisons par ses glandes et repousser ainsi les attaques des oiseaux, chats et scorpions.
En Europe, on la voit sur d'autres plantes toxiques comme le laurier rose (Apocynaceae) ou sur le Datura stramonium (Solanaceae). Il a été trouvé dans les tissus corporels de cette punaise lorsqu'elle se nourrit sur le laurier rose deux hétérosides cardiotoniques : l'odoroside-H et la nérigoside mais aucune trace détectable d'oléandrine n'a été détectée.

## Répartition et habitat
Répartitiontrès largement répandue dans l'Ancien Monde puisqu'on la trouve de l'Afrique du Sud, du sud de l'Europe à la Chine.
Habitat

## Systématique
L'espèce Spilostethus pandurus a été décrite par  l'entomologiste italien Giovanni Antonio Scopoli en 1763.

### Synonymie
- Lygaeus pandurus

## L'espèce et l'Homme
Cette punaise est polyphage et peut s'attaquer à de nombreuses autres plantes que les Asclepiadaceae et en particulier aux plantes cultivées. C'est ainsi qu'en Inde, elle peut faire subir des dégâts importants aux cultures de sésame (Sesamum indicum L. Pedaliaceae) surtout à proximité des pieds de Calotropis gigantea et Calotropis procera. Elle peut aussi s'en prendre aux cultures de sorgho (Sorghum bicolor (L.) Moench var durra, Poaceae), de millets Eleusine coracana Gaertn. ou Pennisetum americanum Auth., P. typhoideum Rich., de haricots Phaseolus mungo L., cacahuète Arachis hypogaea L., tomates Lycopersicum esculentum Mill., tabac, tournesols etc.